# Северное шоссе (платформа)
Северное шоссе — платформа Красноярской железной дороги в Красноярске. Открыта 20 сентября 2017 года. Расположена на перегоне Бугач — Красноярск-Северный, между станциями Бугач и Водопьянова. На платформе останавливаются 9 пригородных поездов. Платформа сооружена для обслуживания новых жилых комплексов «Преображенский» и «Солонцы −2» в Советском районе Красноярска, оснащена крытыми навесами и двумя наземными пешеходными переходами через пути.